# Cerro Tanaro
Cerro Tanaro es una localidad y comune italiana de la provincia de Asti, región de Piamonte, con 623 habitantes.

## Evolución demográfica
| Gráfica de evolución demográfica de Cerro Tanaro entre 1861 y 2001 |
|                                                                    |
| Fuente ISTAT - elaboración gráfica de Wikipedia                    |